# Мащенко, Александр Сергеевич
Александр Сергеевич Мащенко (укр. Олександр Сергійович Мащенко; род. 15 ноября 1985, город Иловайск, Донецкая область, Украинская ССР, СССР) — украинский пловец-паралимпиец (полностью слепой), Заслуженный мастер спорта Украины (2000), мастер спорта Украины международного класса (2000), мастер спорта Украины (1999), почётный гражданин Славянска (2012).
Четырехкратный чемпион Паралимпийских Игр в Сиднее (2000 год, 1 золото), в Афинах (2004 год, 2 золота и 1 бронза), в Пекине (2008 год, 1 золото и 1 серебро), в Лондоне (2012 год, 2 бронзы), в Рио-де-Жанейро (2016 год, 1 бронза). Многократный чемпион мира и Европы, кавалер ордена «За заслуги перед Отечеством» I и II степени, полный кавалер ордена «За мужество».

## Биография
Родился в 1985 году в городе Иловайске Донецкой области Украинской ССР.
Учился в иловайской средней школе № 12, далее — в Славянском государственном педагогическом университете на факультете физического воспитания.
В 9-летнем возрасте мальчик потерял зрение из-за взрыва самодельного фейерверка. Почти все его тело было покрыто ожогами III и IV степени, сильно пострадали глаза. Врачи Донецкой областной травматологии сделали все, чтобы вылечить ожоги, но вернуть зрение так и не удалось. С тех пор начались бесконечные поездки по больницам и множество безрезультатных операций на глазах. На лечение ушло два года; Саша понял, что теперь ему придется жить именно так и решил, что нужно пытаться справляться со своими проблемами самостоятельно.
В возрасте 12 лет родители Александра отправили его учиться в Славянскую школу-интернат для слепых и слабовидящих детей I—III ступеней № 23. Именно там начались его первые шаги к успеху. Тогда о спортивной карьере речи не шло. Учитель физкультуры на тот момент, а сегодня Заслуженный работник физической культуры и спорта, Заслуженный тренер Украины и нынешний тренер Александра, Казначеев Андрей Викторович, предложил мальчику заняться лечебной физкультурой, так как огромное количество медикаментов и перенесенных операций дали о себе знать. Саша с трудом плавал, было очень тяжело. Но со временем тренировки стали его пристрастием. Заниматься с ним стала жена Андрея Казначеева — Светлана Михайловна
.
В 2000 году, в возрасте 14 лет стал членом паралимпийской сборной Украины и завоевал лицензию на поездку в Сидней, на XI Паралимпийские игры.
Занимается плаванием в Донецком областном центре «Инваспорт».

## Спортивные достижения
Многократный чемпион мира и Европы.
Призёр Паралимпийских игр:
- Сидней, 2000 (1 золото),
- Афины, 2004 (2 золота, 1 бронза),
- Пекин, 2008 (1 золото, 1 серебро),
- Лондон, 2012 (2 бронзы)
- Рио-де-Жанейро, 2016 (1 бронза).

Победитель открытых чемпионатов Германии, Греции, Словакии, Чехии.
Паралимпийский рекордсмен в эстафете 4×100 метров комплексным плаванием (максимум 49 очков), мировой рекордсмен в эстафете 4×50 метров комплексным плаванием (класс S11—13).

## Награды
- Орден «За заслуги» I ст. (19 октября 2004) — "за достижение значительных спортивных результатов, подготовку чемпионов и призеров XII летних Паралимпийских игр в Афинах, повышение международного престижа Украины"[6]
- Орден «За заслуги» II ст. (2 ноября 2000) — "за достижения весомых спортивных результатов на XI Параолимпийских играх в Сиднее"[7]
- Орден «За мужество» I ст. (4 октября 2016) — "За достижение высоких спортивных результатов на XV летних Паралимпийских играх 2016 года в городе Рио-де-Жанейро (Федеративная Республика Бразилия), проявленные мужество, самоотверженность и волю к победе, утверждение международного авторитета Украины"[8]
- Орден «За мужество» II ст. (17 сентября 2012) — "за достижение высоких спортивных результатов на XIV летних Паралимпийских играх в Лондоне, проявленные мужество, самоотверженность и волю к победе, подъем международного авторитета Украины"[9]
- Орден «За мужество» III ст. (7 октября 2008) — "за достижение высоких спортивных результатов на XIII летних Паралимпийских играх в Пекине (Китайская Народная Республика), проявленные мужество, самоотверженность и волю к победе, подъем международного авторитета Украины"[10]